# آق‌پنار
اکپینار، اردملی (به لاتین: Akpınar, Erdemli) یک منطقهٔ مسکونی در ترکیه است که در استان مرسین واقع شده‌است.

## خصوصیات
اکپینار ۳۷ نفر جمعیت دارد و ۱٬۴۳۰ متر بالاتر از سطح دریا واقع شده‌است.